# Greg Ham
Greg Norman Ham (Melbourne, 27 de septiembre de 1953-Ib., 19 de abril de 2012), fue un músico, compositor y saxofonista australiano conocido por ser integrante del grupo de rock Men at Work entre 1979 y 2012.

## Biografía
Ham se incorporó a Men At Work en 1979 en sustitución de Greg Sneddon y tocaba la flauta traversa, el saxofón y el teclado. La banda de rock alcanzó el éxito nacional en 1981 con el sencillo «Who Can It Be Now?» y ganó el reconocimiento internacional al año siguiente con el álbum «Business as Usual», que incluía el tema primero y fue número uno de las listas de Australia, Estados Unidos y Reino Unido.
«Down Under» fue otro gran éxito de la banda en 1982. Un tribunal australiano dictaminó en 2010 que la parte de flauta traversa que tocaba Greg Ham era un plagio de una composición de 1935 de Marion Sinclair llamada "Kookaburra".
La decisión judicial dejó a Greg Ham destrozado porque, según explicó en su día, a partir de ese momento la melodía sería recordada como un plagio.
El 19 de abril de 2012, fue hallado muerto por un grupo de amigos en su casa de un suburbio de Melbourne a la edad de 58 años.